# 默丹傑里
默丹傑里，也譯「摩丹傑里」、「瑪坦闕里」、「麻坦切里」、「麻坦徹里」或「麻坦切利」，是印度喀拉拉邦科契市的一個地區，距離市中心約9公里。其地名據說源自一個叫做的 ，被後來的外國商人叫成，並逐漸演變為現在的稱呼。而往昔的所在地則已變成現今婆羅門淡米爾人的聚居地。

## 政治
默丹傑里是科契市議會選區和埃納庫拉姆（樂沙卜選區）的一部分。

## 著名景點
默丹傑里乃印度史上營運最悠久的猶太會堂——帕拉德錫猶太會堂、默丹傑里宮、博物館、以及供奉柯枝王室保护女神的帕夏亞努爾女世尊（Pazhayannur Bhagavathy）的皇家神廟所在地。

## 圖集

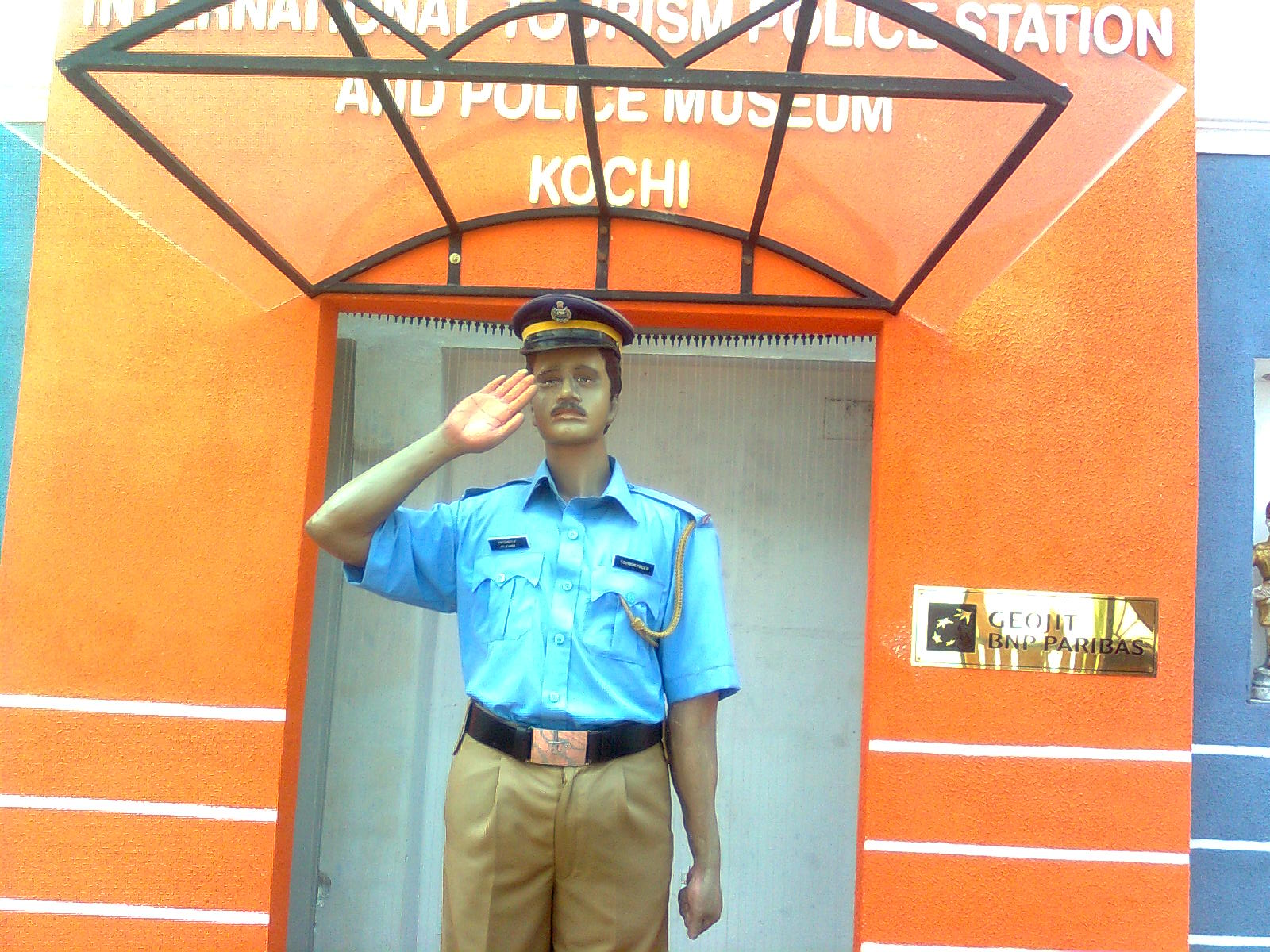
位於默丹傑里的國際旅遊警察博物館。
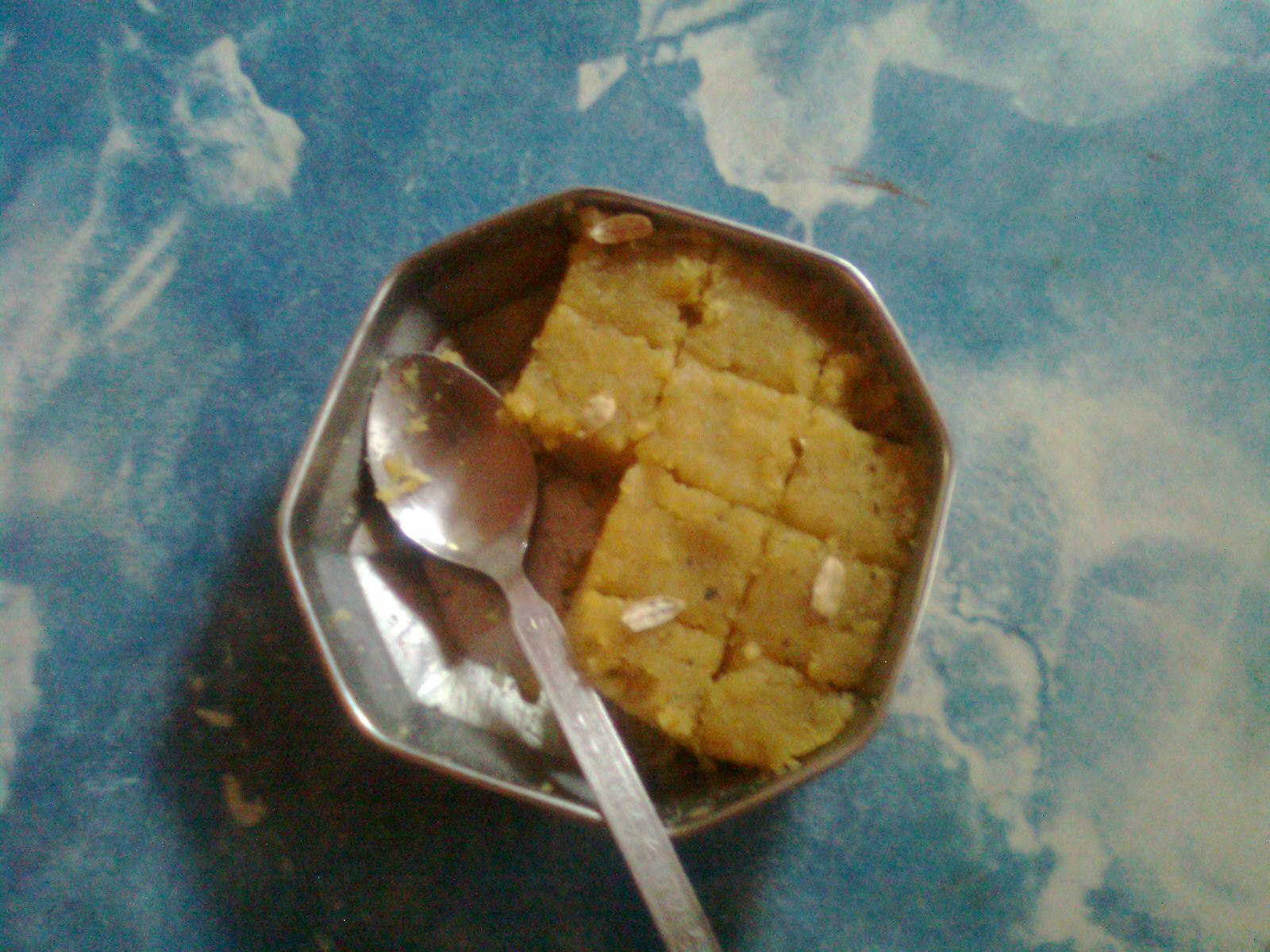
傳統的默丹傑里古吉拉特式（英语：Gujarati cuisine）甜品。
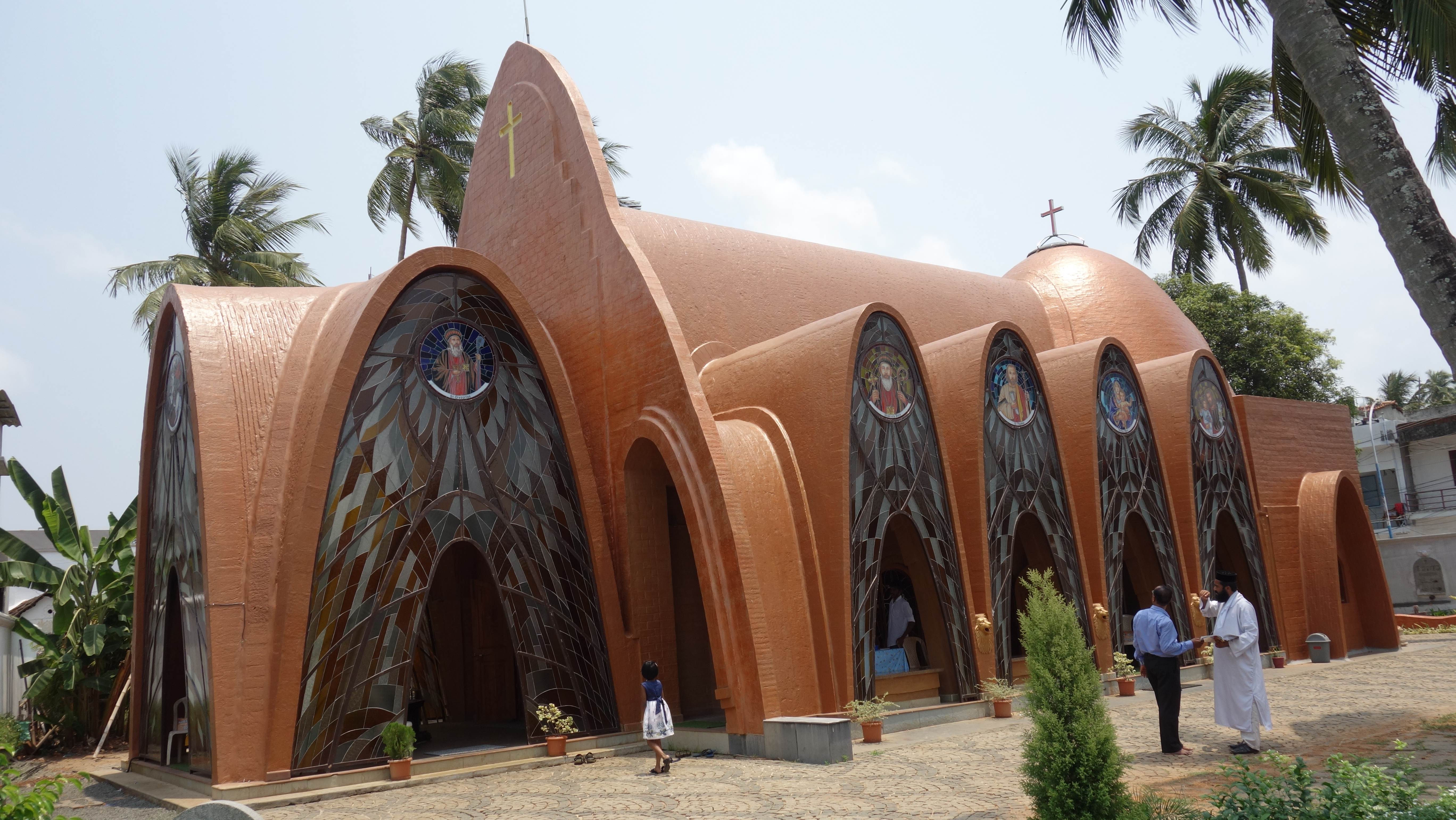
位於默丹傑里的聖佐治東正教庫南十字古敘利亞教堂。

## 交通
- 科钦国际机场，距离科钦２２公里。
- 埃纳库拉姆枢纽火车站（英语：Ernakulam Junction railway station），距离默丹傑里１０公里。

## 外部連接
- 维基共享资源上的相關多媒體資源：默丹傑里